# Otakar II.
Přemysl Otakar II. (1230. – 26. kolovoza 1278.), češki kralj od 1253. do 1278. godine. Bio je najmoćniji češki vladar iz dinastije Přemyslovići.

## Životopis
Bio je sin kralja Vaclava I. Oženio se Margaretom od Babenberga, sestrom Fridrika II. Austrijskog, koja je bila 30 godina starija od njega. Tako je postao grofom Austrije. Godine 1261. se odrekao tog braka i oženio se Kunigundom, unukom mađarskog kralja Bele IV. Najmlađe njihovo dijete postalo je Vaclav II.
Vodio je masovnu kolonizaciju Nijemaca kako bi razvio eksploataciju rudnika srebra. Sudjelovao je u križarskom pohodu s Teutoncima na pogansku Prusku te s njima 1254. osnovao tvrđavu Königsberg (danas Kalinjingrad). U središnjoj Europi naslijedio je Korušku u sukobu s Belom IV. te najveći dio Koruške, dijelove Kranjske i Slovačku. Time je stvorio veliku državu od Češke do Jadranskog mora.
Zbog pitanja vezanih za nasljedstvo Svetog rimskog Carstva sukobio se s njemačkim kraljem Rudolfom I. Habsburškim. Mirom u Beču, 26. studenog 1276. godine morao se odreći svih zemalja osim Češke i Moravske. Naslijedio ga je sin Vaclav II.
Dante ga u "Božanstvenoj komediji" opisao kao jednog od najvećih osoba svoga vremena. Njegove pristaše podigle su iznad Samobora utvrdu -  Stari grad, između 1260. – 1264. godine.